# 1335
| [ Edytuj tabelę ]                          |                                                                        |
| Król Polski                                | - 1333 Kazimierz III Wielki 1370                                       |
| Król Albanii                               | - 1332 Robert 1364                                                     |
| Współksiążęta Andory                       | - 1326 Arnau de Llordà 1341 - 1315 Gaston II 1343                      |
| Król Angkoru                               | - 1327 Dżajawarman IX 1336                                             |
| Król Anglii                                | - 1327 Edward III 1377                                                 |
| Król Aragonii i Walencji, hrabia Barcelony | - 1327 Alfons IV Łagodny 1336                                          |
| Władca Azteków                             | - 1325 Tenoch 1376                                                     |
| Margrabia Brandenburgii                    | - 1320 Ludwik 1351                                                     |
| Książę Burgundii                           | - 1315 Eudes IV 1349                                                   |
| Książę Dolnej Bawarii                      | - 1309 Henryk XIV Bawarski 1339                                        |
| Książę Górnej Bawarii                      | - 1294 Ludwik III 1340                                                 |
| Cesarz Bizancjum                           | - 1328 Andronik III Paleolog 1341                                      |
| Car Bułgarii                               | - 1331 Iwan Aleksander 1371                                            |
| Cesarz Chin                                | - 1333 Huizong 1368                                                    |
| Król Cypru                                 | - 1324 Hugo IV 1359                                                    |
| Król Czech                                 | - 1310 Jan Luksemburski 1346                                           |
| Król Danii                                 | - 1332 interregnum 1340                                                |
| Władca Egiptu                              | - 1310 An-Nasir Muhammad 1341                                          |
| Cesarz Etiopii                             | - 1314 Amde Tsyjon I 1344                                              |
| Król Francji                               | - 1328 Filip VI 1350                                                   |
| Król Gruzji                                | - 1314 Jerzy V Wspaniały 1346                                          |
| Hrabia Holandii                            | - 1304 Wilhelm III 1337                                                |
| Cesarz Japonii                             | - 1318 Go-Daigo 1339                                                   |
| Kalif                                      | - 1302 Al-Mustakfi I 1340                                              |
| Król Kastylii i Leónu                      | - 1312 Alfons XI 1350                                                  |
| Patriarcha Konstantynopola                 | - 1334 Jan XIV Kalekas 1347                                            |
| Władca Korei                               | - 1332 Ch’ungsuk 1339                                                  |
| Wielki książę litewski                     | - 1316 Giedymin 1341                                                   |
| Cesarz Majapahitu                          | - 1328 Tribhuwana Widżajatunggadewi 1350                               |
| Sułtan Maroka                              | - 1331 Abu al-Hassan Ali I 1350                                        |
| Książę Mediolanu                           | - 1329 Luchino 1339                                                    |
| Wielki książę moskiewski                   | - 1328 Iwan I Kalita 1340                                              |
| Król Nawarry                               | - 1328 Joanna II z Nawarry i Filip z Évreux 1342                       |
| Król Norwegii                              | - 1319 Magnus Eriksson 1355                                            |
| Hrabia Palatynatu                          | - 1327 Rudolf II Wittelsbach 1353                                      |
| Papież                                     | - 1334 Benedykt XII 1342                                               |
| Król Portugalii                            | - 1325 Alfons IV 1357                                                  |
| Książę Rusi halickiej                      | - 1323 Jerzy II 1340                                                   |
| Cesarz Rzymski (niemiecki)                 | - 1314 Ludwik IV Bawarski 1347                                         |
| Książę Saksonii                            | - 1298 Rudolf I 1356                                                   |
| Car Serbii                                 | - 1331 Stefan Urosz IV Duszan 1355                                     |
| Król Szkocji                               | - 1329 Dawid II Bruce 1371 - 1332 Edward Balliol 1338                  |
| Król Szwecji                               | - 1319 Magnus Eriksson 1363                                            |
| Sułtan Turków                              | - 1324 Orchan 1360                                                     |
| Doża Wenecji                               | - 1328 Francesco Dandolo 1339                                          |
| Król Węgier                                | - 1308 Karol Robert 1342                                               |
| Wielki mistrz zakonu krzyżackiego          | - 1331 Luther von Braunschweig 1335 - 1335 Dietrich von Altenburg 1341 |

Rok 1335 / MCCCXXXV
stulecia: XIII wiek ~
XIV wiek ~
XV wiek

lata: 1325 «
1330 «
1331 «
1332 «
1333 «
1334 «
1335
» 1336
» 1337
» 1338
» 1339
» 1340
» 1345

## Wydarzenia w Polsce
- 5 lutego – Górowo Iławeckie otrzymało prawa miejskie.
- 24 listopada – zmarł we Wrocławiu książę wrocławski Henryk VI Dobry. Według dawniej zawartych z nim układów, król czeski zajął Wrocław i mianował tam swego starostę.
- Powstała parafia w Jaworznie, pod władzą zwierzchnią Krakowa, obejmująca wielki obszar, od dzisiejszych Katowic po sam Kraków. Obrała sobie wezwanie św. Wojciecha, który w tamtym czasie był bardzo popularnym świętym w Polsce.
- Powstał dekanat nowogórski z siedzibą w Nowej Górze.
- Kazimierz Wielki założył przy Krakowie miasto, któremu nadał własne imię (Kazimierz).
- Miłomłyn otrzymał prawa miejskie.

## Wydarzenia na świecie
- Wojska wielkiego księcia Moskwy Iwana Kality uderzyły na pograniczne gródki litewskie Osieczeń i Riasnę, następnie zdobyły je i spaliły. Forteczki te znajdowały się nad górną Wołgą w pobliżu Rżewa. Tak daleko wówczas sięgało państwo Giedymina, "władcy Litwinów i wielkiej części Rusinów".
- Sierpień – układ w Trenczynie, będący wstępem do pokoju między Polską a Janem Luksemburskim.
  - 24 sierpnia – pełnomocnicy króla Kazimierza Wielkiego zawarli układ w Trenczynie z królem Czech Janem Luksemburskim i jego synem Karolem, w obecności króla Węgier Karola Roberta.
- Listopad – zjazd w Wyszehradzie.
  - 19 listopada – na zjeździe w Wyszehradzie Kazimierz III Wielki zrzekł się Śląska i dodatkowo zapłacił 20 tys. kop groszy praskich królowi Czech Janowi Luksemburskiemu. Zgodnie z umową władca Czech zrzekł się praw do tytułu króla Korony Polskiej, obaj królowie  ratyfikowali układ z Trenczyna.
  - 30 listopada –  śmierć Abu Sa’ida i rozpad państwa mongolskiej dynastii Ilchanidów, którzy wcześniej sprawowali kontrolę nad Bliskim Wschodem.

## Urodzili się
- 24 maja – Małgorzata Luksemburska, królowa Węgier
- Data dzienna nieznana:
  - Andrzej Franchi, włoski dominikanin, biskup Pistoi, błogosławiony katolicki (zm. 1401)
  - Królewicz Marko, serbski władca zachodniej Macedonii pod zwierzchnictwem osmańskim, legendarny bohater

## Zmarli
- 17 marca – Jan III Doliwa, biskup poznański (ur. ?)
- 2 kwietnia – Henryk Karyncki, król Czech i książę Karyntii (ur. ok. 1265)
- 18 kwietnia – Luther von Braunschweig, wielki mistrz zakonu krzyżackiego (ur. 1275)
- 19 października – Ryksa Elżbieta, królowa czeska i polska (ur. 1288)
- 24 listopada – Henryk VI Dobry, książę wrocławski (ur. 1294)